# Quirin Privatbank
Die Quirin Privatbank AG, vormals Berliner Effektenbank, Consors Capital Bank und CCB Bank, ist eine deutsche Privatbank mit Sitz in Berlin und mehr als zehn weiteren Standorten in Deutschland. Sie ist Deutschlands erste auf Honorarberatung spezialisierte Bank (Honorarberaterbank). 

## Geschichte
Die Wurzeln der Quirin Privatbank, die bis 2017 als Quirin Bank firmierte, liegen im Jahr 1998. Gegründet als Berliner Effektenbank gehörte das Unternehmen ab dem Jahr 2000 zu 15 % dem Mutterunternehmen Berliner Effektengesellschaft und zu 85 % Consors. Zudem wurde es in Consors Capital Bank umbenannt. Consors und somit auch die Consors Capital Bank wurden wenig später von der BNP Paribas übernommen. 
Im Jahr 2003 kaufte die Berliner Effektengesellschaft mit Beteiligung der Vorstände Klaus-Gerd Kleversaat und Johannes Eismann die Bank zurück. Mitte 2005 wurde die Setis Bank, die als Transaktionsbank Outsourcing-Dienste leistet, in die Consors Capital Bank integriert und das Unternehmen in CCB Bank umbenannt. Zum 23. Mai 2006 wechselte das Unternehmen erneut seinen Namen zu quirin bank AG und ging unter diesem Namen 12. Oktober 2006 an die Börse. Seit 2017 erfolgt der Marktauftritt als Quirin Privatbank und seit Juni 2017 firmiert auch die AG unter diesem Namen.
Im Dezember 2012 wurde das Geschäftsfeld Business Process Outsourcing der Quirin Privatbank, das als Transaktionsbank anderen Banken und Finanzdienstleistern Outsourcing-Lösungen für das Abwickeln von Wertpapiergeschäften anbot, in ein Joint-Venture mit der Schweizer Avaloq-Gruppe eingebracht; die Quirin Privatbank hielt 49 % an dem Gemeinschaftsunternehmen Avaloq Sourcing (Deutschland). 2015 verkaufte die Quirin Bank ihre Minderheitsbeteiligung an Avaloq. Im November 2013 war in diesem Geschäftsfeld eine Online-Vermögensverwaltung unter der Marke quirion gestartet worden.
Die Quirin Privatbank erbringt Anlageberatung ausschließlich als Honorar-Anlageberatung im Sinne von § 36d Wertpapierhandelsgesetz. Die Bank ist im Honorar-Anlageberaterregister der Bundesanstalt für Finanzdienstleistungsaufsicht (BaFin) eingetragen.

## Gesellschafter
Die Berliner Effektengesellschaft AG hält 25,3 % an der Quirin AG, die Riedel Holding weitere 14,9 %, und der Vorstand 19,0 %. 40,8 % der Anteile befinden sich in Streubesitz. (Stand: 31. Dezember 2020)

## Struktur
Die Quirin Privatbank hat zwei Geschäftsfelder:
- Im Private Banking bietet die Bank Depot- und Wertpapierkommissionsgeschäfte für institutionelle Anleger sowie Depotberatung und Vermögensverwaltung für private Anleger auf Basis einer Honorarberatung an (monatlicher Festpreis plus Gewinnbeteiligung, Pauschalpreismodell oder Einzelberatung).

- Der Bereich Investment Banking berät (vor allem mittelständische) Unternehmen dabei, Eigenkapitalfinanzierung, M&As, IPOs, Going Private und andere Transaktionen und Finanzierungslösungen vorzubereiten und durchzuführen.

Die 2013 gestartete Online-Vermögensverwaltung wurde Ende 2017 als Tochterunternehmen verselbständigt. Unter der Marke quirion wird Selbstentscheidern ein Webangebot für die Anlage kleinerer Vermögen ab 1.000 Euro und die unabhängige Beratung in Vermögensfragen auf Honorarbasis angeboten.

## Standorte
Neben dem Hauptsitz in Berlin gibt es Niederlassungen in Bautzen, Bremen, Darmstadt, Düsseldorf, Frankfurt am Main, Freiburg im Breisgau, Hamburg, Hannover, Hof, Köln, München, Nürnberg und Stuttgart sowie eine Repräsentanz in Wiesbaden.